# Nova Friburgo
Pour les articles homonymes, voir Fribourg.
Nova Friburgo est une ville du Brésil située dans une région montagneuse du centre-nord de l'État de Rio de Janeiro, à 136 kilomètres de Rio de Janeiro, sur un territoire de 933,4 km2. Elle se trouve à 22° 16′ 55″ S, 42° 31′ 52″ O et à 846 mètres d'altitude.
Sa population, d’après le recensement brésilien de 2010 de l’Institut brésilien de géographie et de statistiques, était de 182 082 habitants. Les principales activités économiques sont basées sur l’industrie du textile (lingerie) et la métallurgie, l’horticulture (fleurs), l’élevage de chèvres et le tourisme. Elle est la ville la plus froide de l’État.

## Histoire

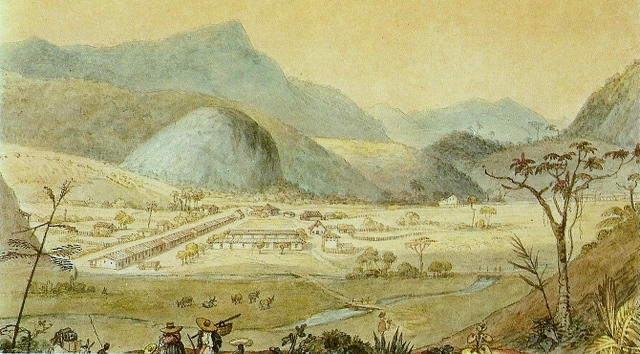
Une partie de la colonie suisse de Cantagalo en 1835.

Jusqu’au XIXe siècle, la région de l’actuel Nova Friburgo était occupée par les indiens coroados puris,. Le 16 mai 1818, le Roi Jean VI proposa une colonisation planifiée, pour promouvoir et étendre la civilisation au royaume du Brésil alors partie du Royaume-Uni de Portugal, du Brésil et des Algarves. Un décret donna l'autorisation au canton de Fribourg de fonder une colonie de cent familles suisses.
Nicolas Gachet (1770-1846), né à Paris mais Gruérien d'origine, est l'instigateur de cette colonie helvétique. Après quelques recherches, il estime que la région de Morro Queimado, qui ressemble à la Suisse (dans le district de Cantagalo), convient particulièrement à son projet. Il trouve deux alliés: Edouard Meuron, qui fonde en 1816 une agence consulaire à Lisbonne, et l'industriel français Jean-Baptiste-Jérome Bermond, qui devient consul du Portugal en Suisse. L'idée est de recruter de bons agriculteurs à qui on promet un Eldorado: ils recevront des terres et du bétail en échange de leur travail de défrichement.
Le Canton de Fribourg lance un appel aux personnes prêtes à tenter l'aventure et obtient plus de 800 inscriptions. Des centaines d'autres viennent de Berne, du Valais, de Vaud, d'Argovie. Le canton de Fribourg paie le voyage jusqu'à Amsterdam, où la compagnie de Bermond doit embarquer les passagers.  Vu l'affluence, cependant, il faudrait des bateaux supplémentaires, et certains n'ont pas les moyens de vivre durant les six semaines d'attente en Hollande. Enfin, les plus vaillants embarquent pour ce grand voyage, mais on dénombre 400 décès durant les 60 jours que dure la traversée de l'Atlantique. Il faudra ensuite, depuis Rio, se frayer un chemin à travers la jungle pour arriver enfin à destination 
De 1819 à 1820, la région est colonisée par 265 familles suisses, totalisant 1 458 immigrants. Elle est nommée  « Nova Friburgo » (La Nouvelle-Fribourg), en hommage à la ville d’où était partie la majorité des émigrants
. 
En 1819,  Marie-Thérèse, née Chenaux, fille du révolutionnaire Pierre-Nicolas Chenaux, part avec son époux Pierre Thürler, pour Nova Friburgo.
Après l’indépendance du Brésil (1822), le gouvernement impérial poursuivit sa politique de colonisation par des immigrés d'Europe. Quatre-vingt familles allemandes auparavant désignées pour la province de Bahia, pour des raisons inconnues, allèrent à Nova Friburgo, où elles arrivèrent les 3 et 4 mai 1824. Des arrivées similaires d’Italiens, de Portugais, de Français du Nord  et d'une minorité de Syriens provoquèrent une telle augmentation de la population que le village devint une ville en 8 janvier 1890.
En 1872, le baron de Nova Friburgo apporta à la région le chemin de fer Leopoldina (du nom de l'impératrice Marie-Léopoldine d'Autriche), pour le transport du café de Cantagalo. L’agriculture fut la base de l’activité économique jusqu’à 1910, quand l’arrivée d’industriels pionniers causa le développement d’un secteur industriel qui prospère encore aujourd’hui. Furent aussi importants la proximité de Niterói et Rio de Janeiro et le développement des moyens de transport et communication, comme les routes pavées et le télégraphe. Cela encouragea la croissance d’une petite industrie de tourisme, qui devint, avec le commerce, la principale source de rente de la ville.

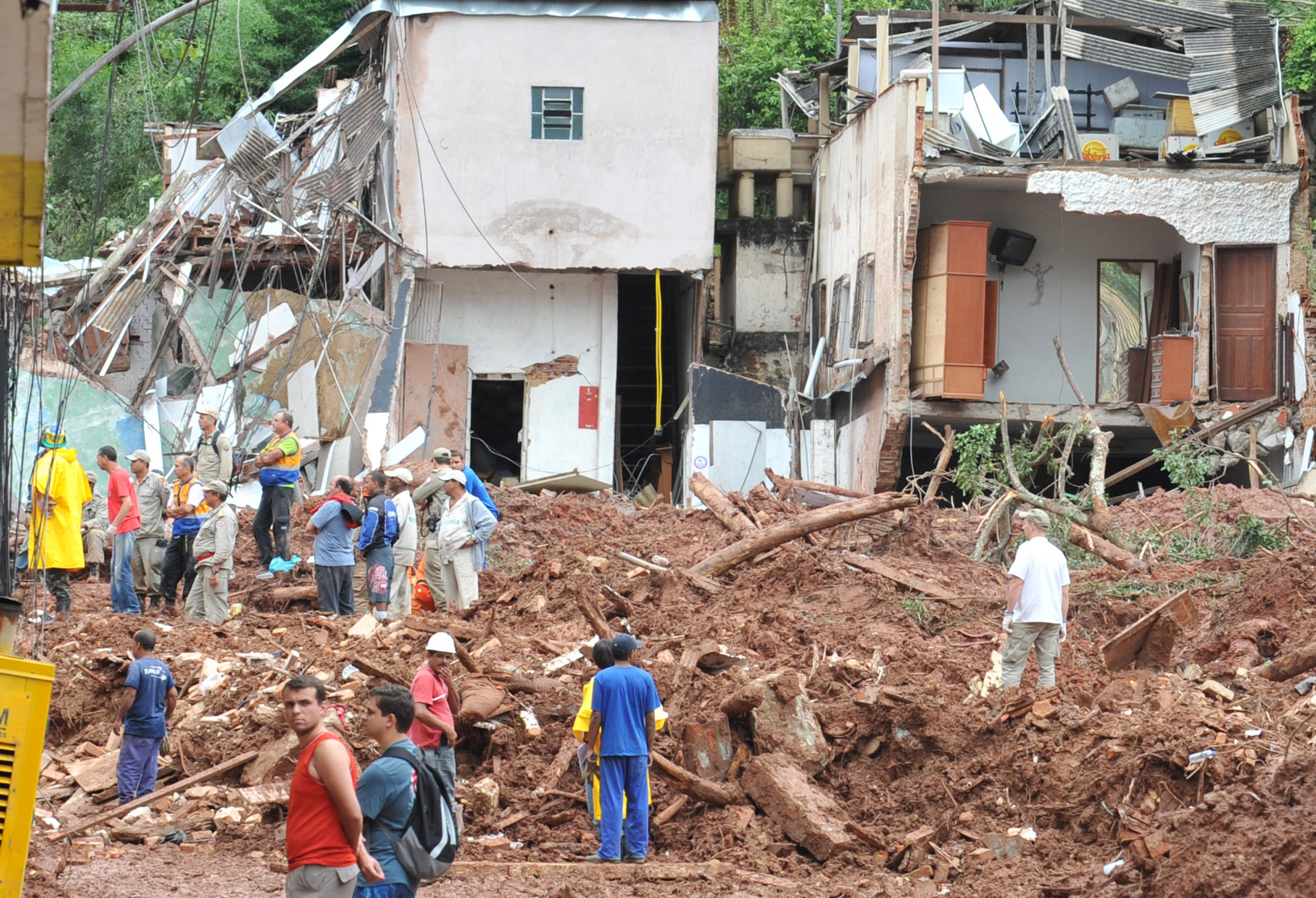
Nova Friburgo pendant les glissements de terrain de 2011.

Nova Friburgo fut gravement touchée par les inondations du 11 janvier 2011, qui provoquèrent plus de 3500 glissements de terrain ayant causé la mort de 1500 personnes.

## Climat
Nova Friburgo a un climat tropical d’altitude (Classification de Köppen Cwa), avec des hivers frais et secs et des étés humides. La température moyenne annuelle est de 19 °C.

## Économie
La ville a une grande inclination vers le tourisme, grâce à ses paysages, aux fleuves, et aux chemins et endroits bucoliques. Elle a le deuxième plus grand réseau d’hôtels de l’État, après la capitale Brasília. Il y a également des attractions plus distantes du centre, qui sont appréciées par ceux qui sont intéressés par l’écotourisme et les sports d’aventure, comme le rafting et le canoë-kayak. Le district de Lumiar est un des plus importants endroits pour ces sports.
Nova Friburgo est connue comme la capitale de la lingerie, à cause de la grande production et la variété des modèles, et les marques locales commencent à concurrencer le marché international.
L’agriculture est également une activité importante (horticulture et élevage de chèvres). La ville est le deuxième plus grand producteur de fleurs du pays, après la ville d'Holambra.

## Tourisme

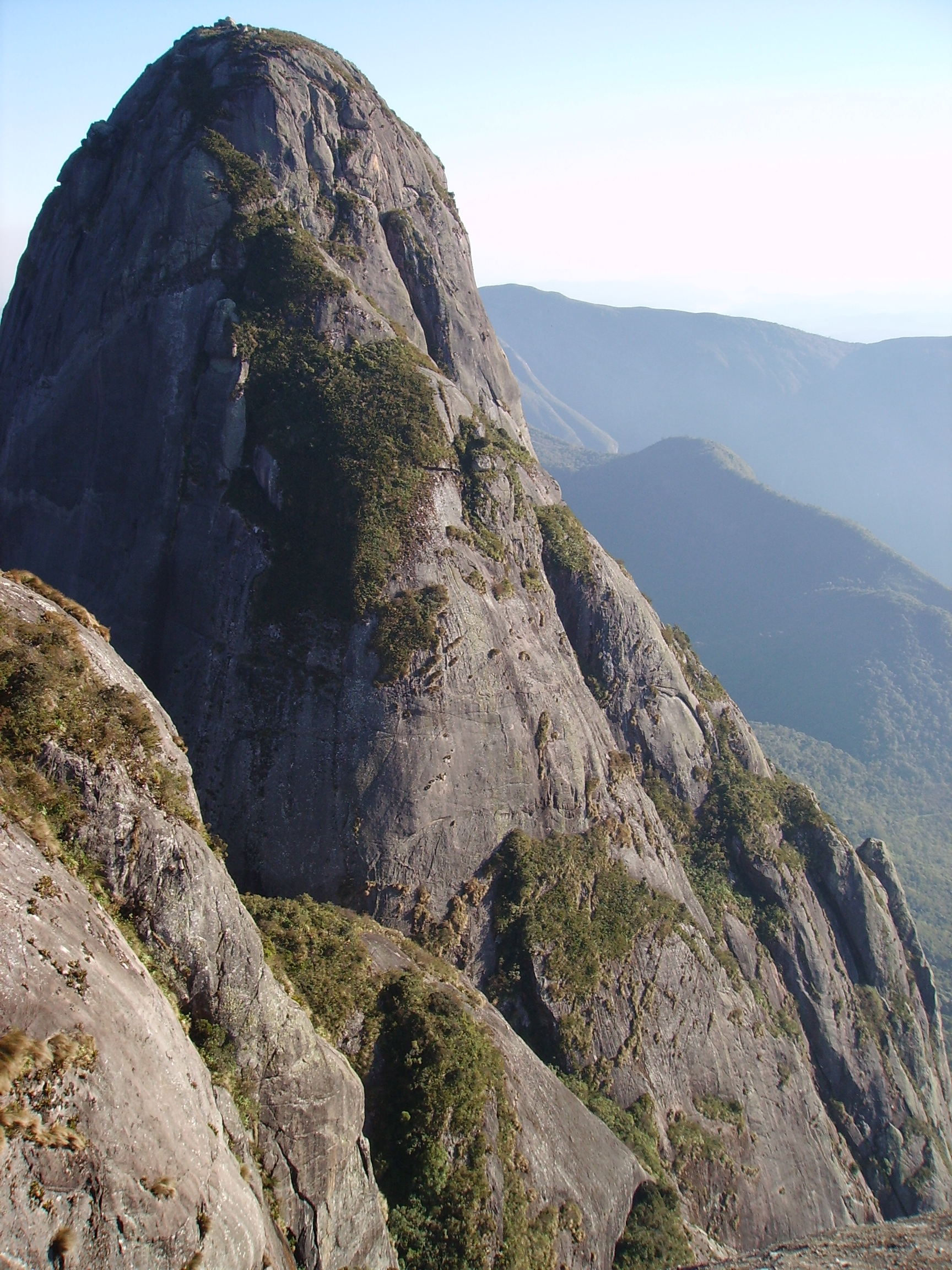
Pico Maior de Friburgo – le point le plus haut de la Serra do Mar – 2316 m.

Les principales attractions de la ville sont :
- Architecture en style alpin des bâtiments du MuryShopping, les hôtels Bucsky et Garlipp el le restaurant Bräun & Bräun
- Cathédrale de São João Batista
- Centre Gastronomique, au district de Mury
- District de Lumiar
- District de São Pedro da Serra
- École de fabrication de fromages FRIALP
- Encontro dos Rios (rencontre des fleuves Macaé et Bonito)
- Nova Friburgo Country Club
- Parc de Furnas do Catete, avec la pierre Cão Sentado (chien assis)
- Pedra Riscada (pierre rayée)
- Place Getulio Vargas
- Place Marcilio Dias, qui marque le début de la colonisation, car c'est l’aire où les premiers allemands ont campé, en arrivant d’Europe
- Place Suspiro, avec le télésiège le plus grand du pays

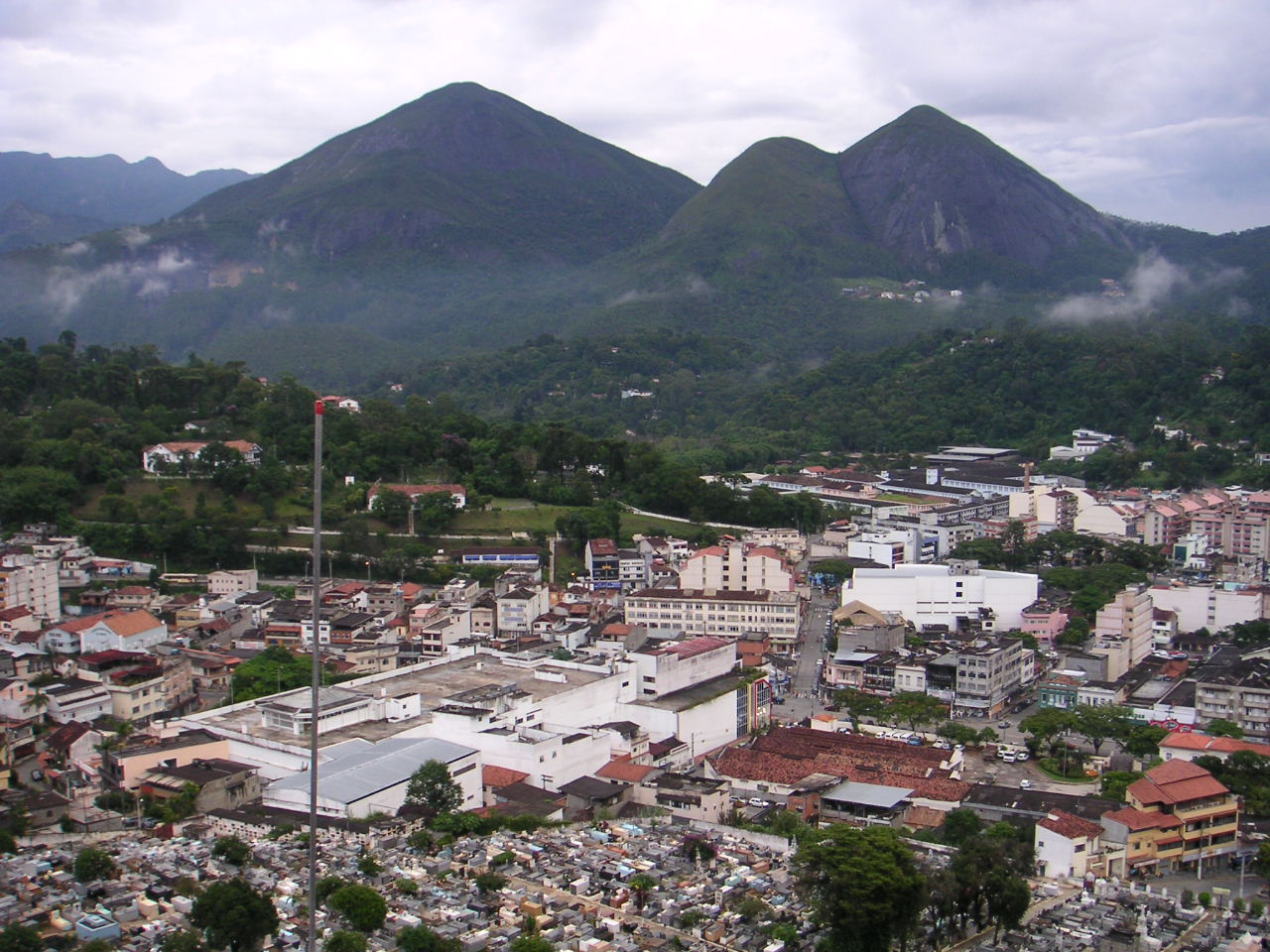
Nova Friburgo vue de la rue Emilia Falcheto, au quartier Cordoeira.

## Ville jumelée
- Fribourg  Suisse

## Photos

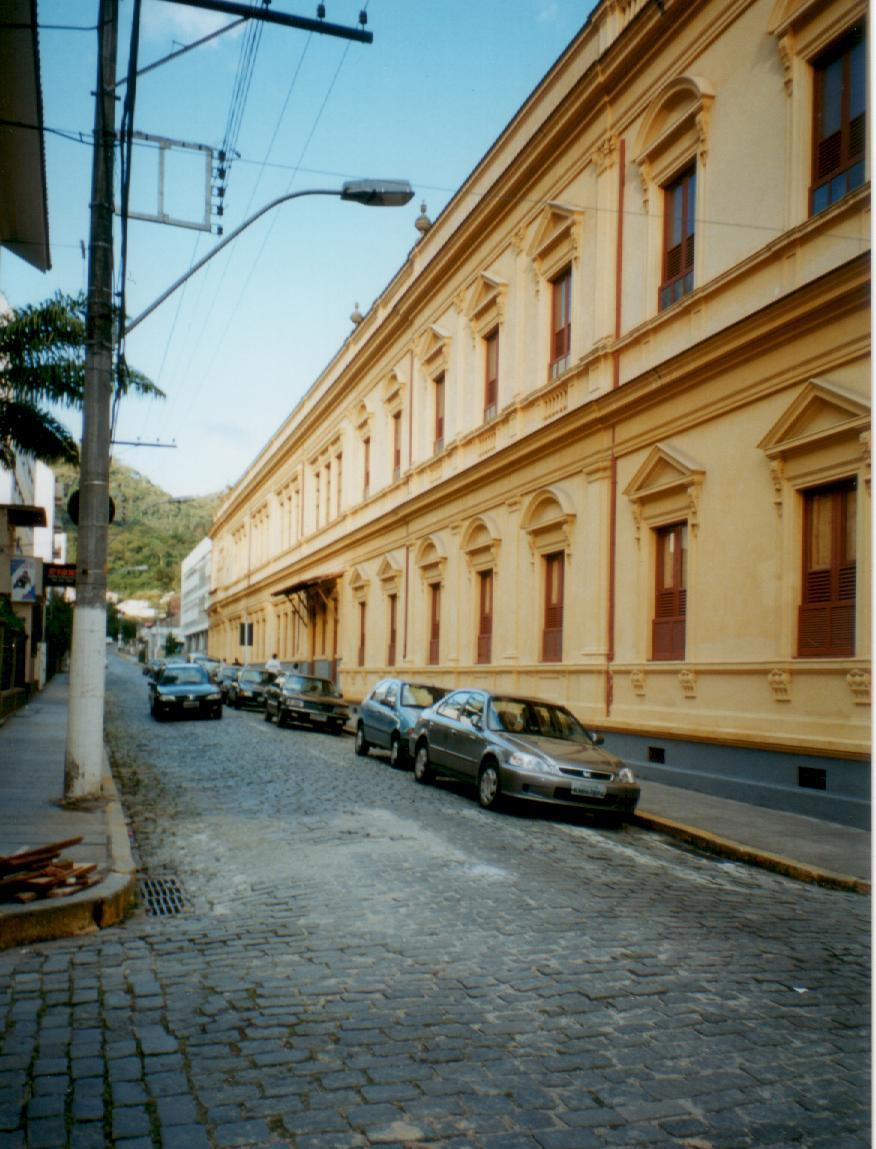
Rue de Nova Friburgo
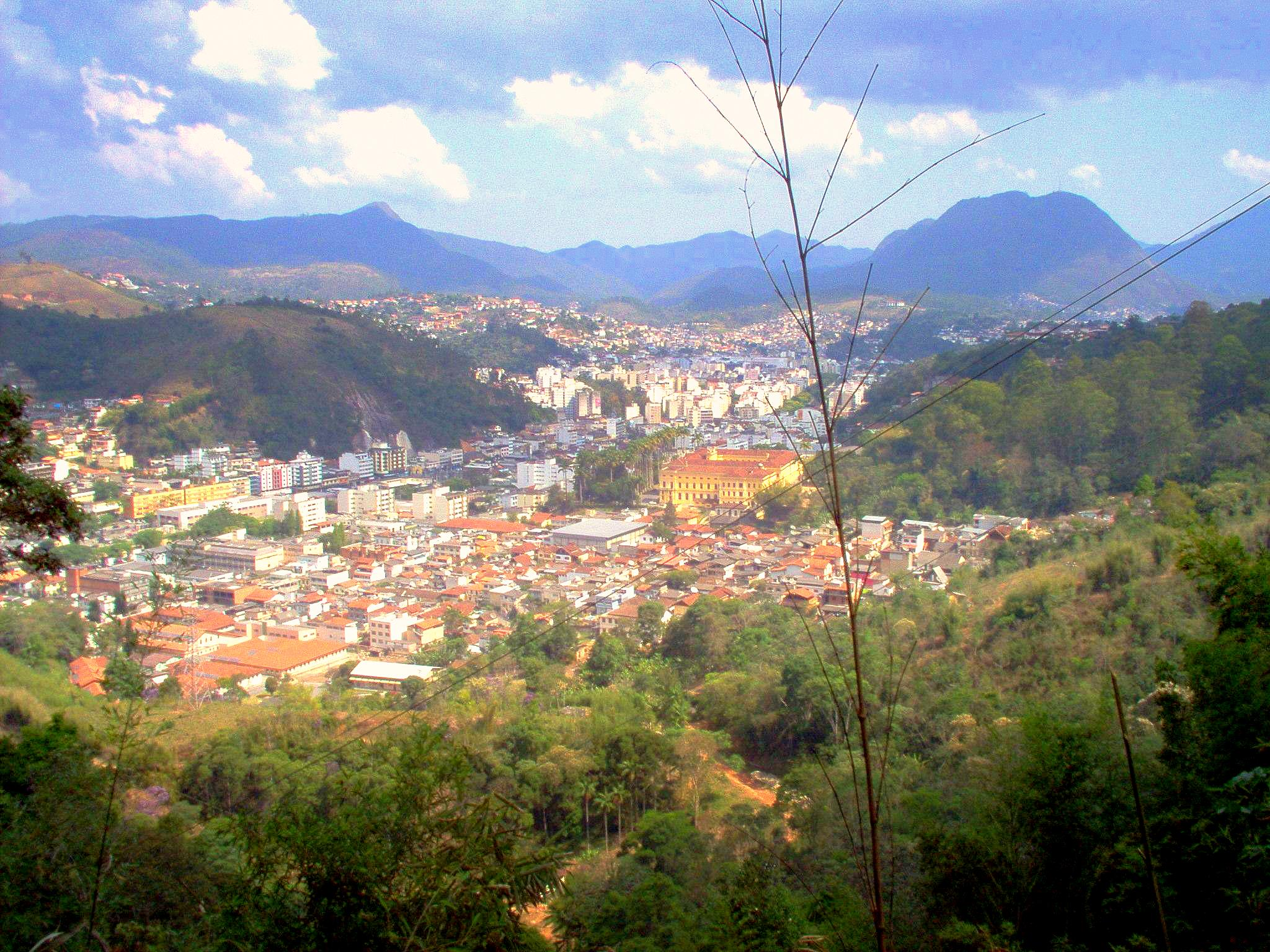
Nova Friburgo